# Draposa
Draposa is een geslacht van spinnen uit de familie wolfspinnen (Lycosidae).

## Soorten
De volgende soorten zijn bij het geslacht ingedeeld:
- Draposa atropalpis (Gravely, 1924)
- Draposa lyrivulva (Bösenberg & Strand, 1906)
- Draposa nicobarica (Thorell, 1891)
- Draposa oakleyi Gravely, 1924
- Draposa porpaensis (Gajbe, 2004)
- Draposa subhadrae (Patel & Reddy, 1993)
- Draposa tenasserimensis (Thorell, 1895)
- Draposa zhanjiangensis (Yin et al., 1995)